# So Amazin'
So Amazin' é o terceiro álbum de estúdio da cantora norte-americana Christina Milian, foi lançado pela Island Records em 16 de maio de 2006 nos Estados Unidos. Ao contrário de seus trabalhos anteriores que tiveram a contribuição de muitos produtores, Milian trabalhou em todas as faixas com os produtores de hip-hop "Cool & Dre".
O estilo musical do álbum é principalmente Urban e R&B, diferente dos álbuns anteriores de Milian, uma mudança que foi sugerida por sua gravadora Island Def Jam, após as críticas sobre seus álbuns anteriores faltarem consistência. Liricamente, o álbum foi inspirado no rompimento de Milian com o ator Nick Cannon, seu namorado na época.
O álbum estreou no número 11 na Billboard 200 dos EUA e vendeu um total de 163.000 cópias. Internacionalmente, o álbum teve um bom desempenho no Reino Unido, França e Suíça. O álbum teve apenas um single, "Say I", em parceria com o rapper Young Jeezy, que conseguiu o 4º lugar no Reino Unido, e o número 21 na Billboard Hot 100. Duas semanas após o lançamento do álbum, Milian saiu da Island Records.

## Produção
Considerando os álbuns anteriores de Milian que teve como base a música Pop, ela foi encorajada por sua gravadora, a atingir um novo público e fazer uma gravação mais urbana, já que eles a vendiam como uma artista de R&B. Explicando a mudança, Milian disse que um de seus principais problemas muitas vezes era encontrar o sucesso no mainstream, e acabar fracassando nas rádios urbanas. O principal objetivo da mudança de gênero era voltar para as ruas e conseguir um novo público.

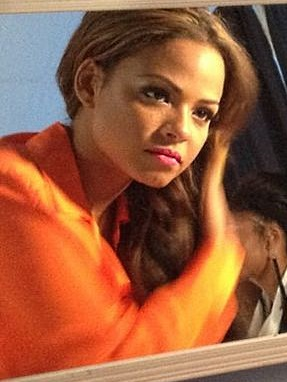

O produtor executivo da gravadora L.A Reid sugeriu a Milian que ela deveria trabalhar com a dupla de produtores "Cool & Dre". Sendo assim Milian acabou trabalhando com "Cool & Dre" na maior parte do álbum. Milian também escreveu a faixa "Y'all Ain't Nothin", com o cantor Ne-Yo, e recebeu crédito de nove canções. O álbum foi concluído dentro de um período de três meses, sendo que os álbuns anteriores de Milian levaram de seis meses a um ano.
Duas semanas após o lançamento do álbum, o representante de Milian confirmou que ela tinha deixado a Island Def Jam. Milian afirmou que antes do lançamento do álbum, a gravadora e o L.A. Reid sabiam que o álbum não teria grandes vendas de imediato, mas prometeram apoiá-la, o que não aconteceu. Depois duas semanas do lançamento, L.A. Reid chamou Milian em seu escritório para notificar que ela tinha sido demitida.

## Lançamento
So Amazin' estreou no número 11 na Billboard 200, vendendo 54.000 cópias em sua primeira semana e 163.000 cópias no total. Internacionalmente, o álbum alcançou a posição número 55 na parada da Suíça Chart, 67 no Reino Unido Albums Chart, e 139 na França Albums Chart. O primeiro e único single do álbum, "Say I", em parceria com o rapper Young Jeezy, alcançou a posição número quatro no Reino Unido, e número 21 nos Estados Unidos. Embora ela tenha saído da gravadora, continuou a promover o álbum por conta própria através de apresentações ao vivo. Milian apresentou uma proposta para outra gravadora de lançar a música "Gonna Tell Everybody" e filmar um vídeo, mas obteve sucesso.
A recepção da crítica a So Amazin' foi mista. A produção da música "Say I" era geralmente elogiada, porém vários críticos não sentiram que o álbum apresentou a personalidade de Milian.

## Faixas
| N.º | Título                                       | Produto(es)      | Duração |  |
| 1.  | "Say I" (feat. Young Jeezy)                  | Cool & Dre       | 3:33    |  |
| 2.  | "Twisted"                                    | Cool & Dre       | 4:00    |  |
| 3.  | "Gonna Tell Everybody"                       | Cool & Dre       | 4:20    |  |
| 4.  | "Who's Gonna Ride" (featuring Three 6 Mafia) | Cool & Dre       | 4:10    |  |
| 5.  | "So Amazing" (featuring Dre)                 | Cool & Dre       | 3:20    |  |
| 6.  | "Hot Boy" (featuring Dre)                    | Cool & Dre       | 3:53    |  |
| 7.  | "Foolin'"                                    | Cool & Dre       | 4:05    |  |
| 8.  | "My Lovin' Goes"                             | Cool & Dre       | 4:00    |  |
| 9.  | "Just a Little Bit"                          | Cool & Dre       | 3:05    |  |
| 10. | "Y'all Ain't Nothin'"                        | The Heavyweights | 4:18    |  |
| 11. | "She Don't Know"                             | Cool & Dre       | 4:35    |  |

| Bonus tracks |               |              |         |  |
| N.º          | Título        | Produtor(es) | Duração |  |
| 12.          | "Wind You Up" | Cool & Dre   | 3:42    |  |
| 13.          | "Tonight"     | Cool & Dre   | 3:40    |  |

## Paradas
| Paradas (2006)             | Posição |
| -------------------------- | ------- |
| Japan Oricon Album Chart   | 9       |
| France Albums Chart        | 139     |
| Swiss Albums Chart         | 55      |
| UK Albums Chart            | 67      |
| EUA Billboard 200          | 11      |
| EUA Top R&B/Hip-Hop Albums | 3       |